# Келуса
Келуса је у грчкој митологији била нимфа.

## Етимологија
Њено име је изведено од грчке речи kêloô, што би значило „ненормално рођење“. Идентификована је са нимфом Пером, чије име значи „лењ, онемогућен“, а што су особине које су се приписивале њеном сину, речном богу Асопу.

## Митологија
Била је нимфа најада, која је потицала са изворишта реке Асоп у Сикионији. Према Акусилају, Аполодору и Паусанији, она је са Посејдоном имала сина Асопа, персонификацију поменуте реке. Родитељи су јој највероватније били Океан и Тетија, јер је изгледа била Океанида која је представљала залихе свеже воде.